# Belgique au Concours Eurovision de la chanson 1989
La Belgique a participé au Concours Eurovision de la chanson 1989 le 6 mai à Lausanne, en Suisse. C'est la 34e participation belge au Concours Eurovision de la chanson.
Le pays est représenté par la chanteuse Ingeborg et la chanson Door de wind, sélectionnées par la BRT au moyen de l'émission Eurosong.

## Sélection

### Eurosong 1989
Le radiodiffuseur belge pour les émissions néerlandophones, la Belgische Radio- en Televisieomroep (BRT, prédécesseur de la VRT), organise la 7e édition de la finale nationale Eurosong pour sélectionner l'artiste et la chanson représentant la Belgique au Concours Eurovision de la chanson 1989.
L'Eurosong 1989, présenté par Luc Appermont, a lieu le 18 mars 1989 au Théâtre américain à Bruxelles. Les chansons y sont toutes interprétées en néerlandais, l'une des trois langues officielles de la Belgique. Douze artistes et leurs chansons respectives ont participé à la sélection.
Lors de cette sélection, c'est la chanson Door de wind, écrite et composée par Stef Bos et interprétée par Ingeborg, qui fut choisie, accompagnée de Freddy Sunder comme chef d'orchestre.

#### Finale
| Ordre | Artiste              | Chanson                  | Traduction                    | Points | Place |
| ----- | -------------------- | ------------------------ | ----------------------------- | ------ | ----- |
| 1     | Angie Dylan          | Ik kies voor de nacht    | Je choisis la nuit            | 39     | 5     |
| 2     | Pascale              | Ballerina                | Ballerine                     | 5      | 10    |
| 3     | Ingeborg             | Door de wind             | À travers le vent             | 64     | 1     |
| 4     | Clouseau             | Anne                     | –                             | 51     | 2     |
| 5     | Jimmy Frey (nl)      | Vrijen met jou           | Faire l'amour avec toi        | 3      | 12    |
| 6     | Margriet Hermans     | Wat ik bedoel            | Ce que je veux dire           | 34     | 6     |
| 7     | Expo                 | Hey Hello                | –                             | 18     | 8     |
| 8     | Boogie Boy           | Muziek                   | Musique                       | 5      | 10    |
| 9     | Karen Lowe           | De dromen die ons bonden | Les rêves qui nous unissaient | 14     | 9     |
| 10    | Anne-Mie Gils        | Ik leef                  | Je vis                        | 46     | 3     |
| 11    | Bart van den Bossche | De kracht van een lied   | Le pouvoir d'une chanson      | 46     | 3     |
| 12    | Danny Caen           | Vergeten                 | Oublier                       | 23     | 7     |

## À l'Eurovision

### Points attribués par la Belgique
| 12 points | Autriche    |
| 10 points | Yougoslavie |
| 8 points  | Norvège     |
| 7 points  | Espagne     |
| 6 points  | Suède       |
| 5 points  | Allemagne   |
| 4 points  | Danemark    |
| 3 points  | Irlande     |
| 2 points  | Portugal    |
| 1 point   | Grèce       |

### Points attribués à la Belgique
| 12 points            | 10 points | 8 points | 7 points  | 6 points  |
| -------------------- | --------- | -------- | --------- | --------- |
|                      |           |          |           |           |
| 5 points             | 4 points  | 3 points | 2 points  | 1 point   |
| - Irlande - Pays-Bas |           |          | - Norvège | - Islande |

Ingeborg interprète Door de wind en 6e position lors de la soirée du concours, suivant la Turquie et précédant le Royaume-Uni.
Au terme du vote final, la Belgique termine 19e sur les 22 pays participants, ayant reçu 13 points au total de la part de quatre pays différents,.